# شی منگیائو
شی منگیائو (انگلیسی: Shi Mengyao؛ زادهٔ ۵ ژانویهٔ ۱۹۹۸) تیرانداز زن اهل چین است. وی در بازی‌های المپیک تابستانی ۲۰۲۰ حضور داشته‌است.
وی در مسابقات کشوری و بین‌المللی در مجموع برندهٔ ۱ مدال نقره شده‌است.